# Philorhizus fumatus
Philorhizus fumatus es una especie de escarabajo de la familia Carabidae.

## Distribución geográfica
Es endémica de Tenerife, islas Canarias (España).